# Hiéroglyphe égyptien A23
Le hiéroglyphe égyptien A23 (roi debout tenant une canne et une masse) est classifié dans la section A « L'Homme et ses occupations » de la liste de Gardiner ; il y est noté A23.

## Représentation
Il représente un roi reconnaissable à sa couronne (ou bandeau seshed) debout, tenant de la main droite une canne (ou une sorte de sceptre se terminant en pointe à sa base) piqué dans le sol 
| T3 |

| T3 |

## Utilisation
| i | U33 | i | i | A23 |

| i | U33 | i | i | A23 |

| A22 |

| A22 |